# يان مكدونالد (لاعب كريكت)
يان مكدونالد (28 يوليو 1923 في أستراليا - 5 فبراير 2019) (بالإنجليزية: Ian McDonald)‏ هو طبيب تخدير ولاعب كريكت أسترالي. لعب مع فريق فكتوريا للكريكت.

## وصلات خارجية
- إيان مكدونالد على موقع إي آس بي آن كريك إنفو (الإنجليزية)